# Pettersberg, Stockholm

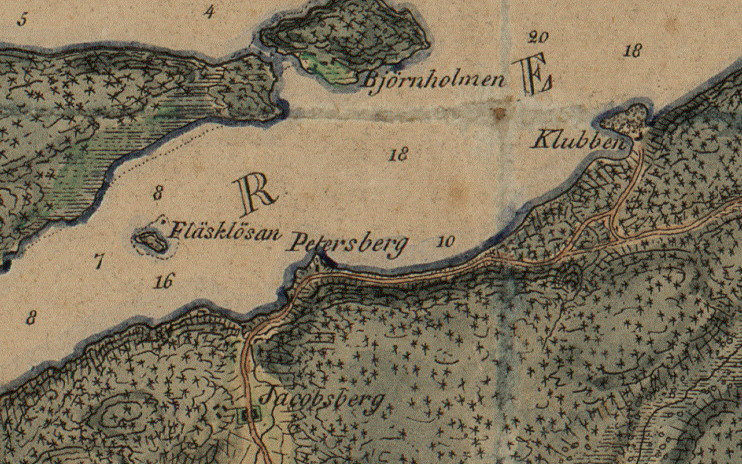
Petersberg, karta från 1817.

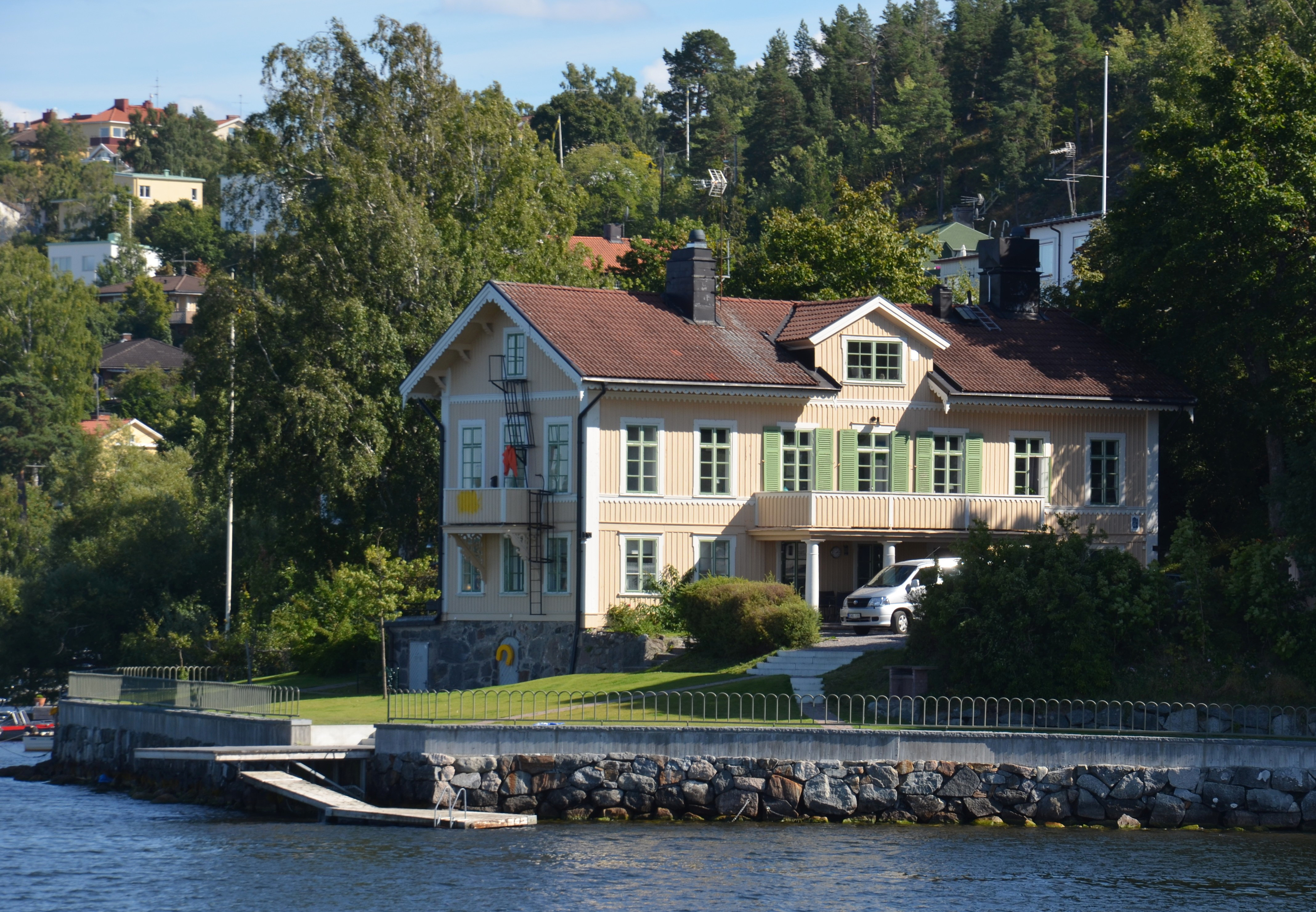
Pettersbergsgården 2013

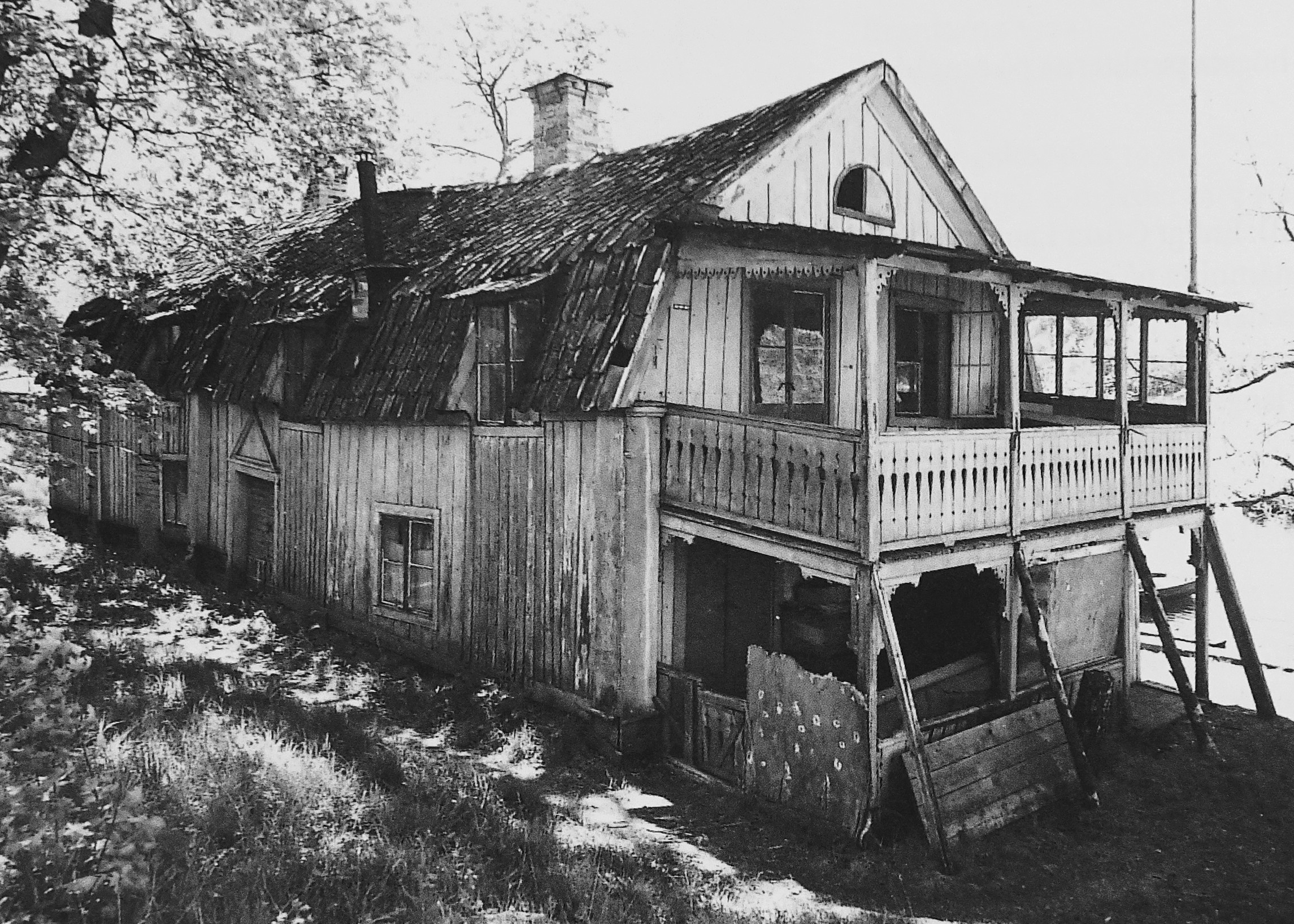
Värdshusbyggnaden 1960

Pettersberg (ursprungligen Petersberg) är en tidigare sjökrog och ett torp längst ut vid Båtsmanskroken 28 i Mälarhöjden i Stockholm. Den används idag som ett behandlingshem för alkohol- och drogberoende och ägs av Micasa Fastigheter. Pettersbergsvägen fick sitt namn efter gården 1924.

## Sjökrog
Krogen är känd från 1772, och torpet Pettersberg avstyckades från Hägerstens gård 1776, då frälseinspektorn Peter Nystrand blev ägare. Efter honom fick gården sitt namn. Den nuvarande huvudbyggnaden byggdes på 1860-talet. Den tidigare värdshusbyggnaden revs efter starkt förfall i början av 1960-talet.

## Ångbåtsbrygga
Pettersbergbryggan var en av de första ångbåtsbryggorna på södra Mälarstranden. Den trafikerades på traden  Riddarholmen-Fittja, med början 1856 med järnhjulångaren Tessin. Från 1863 sköttes trafiken av tre olika ångfartyg med samma namn, Sjöfröken, fram till mitten av 1930-talet.

## Behandlingshem
Sedan början av 1960-talet har Pettersbergsgården fungerat som behandlingshem, inledningsvis i Landstingets regi som ett hem för "fallna kvinnor", och senare i Stockholms stads regi som ett behandlingshem för alkohol- och drogmissbrukare. En som skildrat sin tid som patient där är strippdansösen Gunilla af Halmstad, som vårdades för alkoholism 1971. 2012 avvecklade staden sin verksamhet och sålde fastigheten. Idag ägs den indirekt åter av staden genom dess fastighetsbolag Micasa. En verksamhet som HVB-hem drivs i privat regi av Eviagruppen (f.d. Nackagården).